# Fernando Albizu Ruiz de Alegría
Fernando Albizu Ruiz de Alegría (Vitòria, Àlaba, 21 de setembre de 1963) és un actor basc.

## Biografia
Nascut a Vitòria, però establert en Madrid, Fernando Albizu es va graduar en Disseny de Moda a l'Escola Superior de Disseny i Moda, Goymar, treballant posteriorment en la mateixa acadèmia com a professor de dibuix per a impartir un curs de l'INEM, a Alcalá de Henares. El seu primer contacte amb la interpretació va anar fent el vestuari per a un grup de cabaret en el qual va acabar actuant. També en bars i en sarsueles on ja va demostrar les virtuts dels grans còmics.
La seva primera incursió al cinema va ser el 1994, en un curtmetratge, i des de llavors va anar compaginant petits papers en la pantalla gran amb aparicions esporàdiques en sèries de televisió com Cuéntame cómo pasó, Hospital Central o Mis adorables vecinos. També cal destacar els seus papers fixos a Casi perfectos (2004-2005) i Doctor Mateo (2009-2011).
Albizu ha rodat amb alguns directors destacats com Juan Carlos Fresnadillo, Eloy de la Iglesia, Miguel Hermoso, Guillermo del Toro, Miguel Albaladejo o Daniel Sánchez Arévalo, qui el va dirigir a la pel·lícula Gordos (2009), i li val una nominació als Premis Goya com millor actor revelació per interpretar a un criminòleg amb problemes de pes.
En teatre destaca en diversos muntatges com Las obras completas de William Shakespeare, Volpone, Los productores, Sé infiel y no mires con quién o Luces de bohemia.

## Filmografia

### Cinema
| Any  | Títol                                       | Director                                 |
| ---- | ------------------------------------------- | ---------------------------------------- |
| 2018 | "Ana de día"                                | Andrea Jaurrieta                         |
| 2017 | Aprieta pero raramente ahoga (curtmetratge) | David P. Sañudo                          |
| 2017 | El rebaño (curtmetratge)                    | Luis Ortí                                |
| 2016 | Tiempos Muertos (curtmetratge)              | David P. Sañudo                          |
| 2016 | Rumbos                                      | Manuela Burló Moreno                     |
| 2013 | Agur (curtmetratge)                         | David P. Sañudo                          |
| 2012 | Omnívoros                                   | Óscar Rojo                               |
| 2011 | Carne cruda                                 | Tirso Calero                             |
| 2009 | Gordos                                      | Daniel Sánchez Arévalo                   |
| 2008 | Fuera de carta                              | Nacho G. Velilla                         |
| 2007 | Lola                                        | Miguel Hermoso                           |
| 2006 | El laberinto del fauno                      | Guillermo del Toro                       |
| 2006 | Posdata                                     | Rafael Escolar                           |
| 2004 | Laura (curtmetratge)                        | Tote Trenas                              |
| 2004 | Frágil                                      | Juanma Bajo Ulloa                        |
| 2004 | Cachorro                                    | Miguel Albaladejo                        |
| 2003 | Los novios búlgaros                         | Eloy de la Iglesia                       |
| 2002 | No somos nadie                              | Jordi Mollà                              |
| 2001 | Intacto                                     | Juan Carlos Fresnadillo                  |
| 2000 | Año mariano                                 | Karra Elejalde i Fernando Guillén Cuervo |
| 1998 | Sacrificio (curtmetratge)                   | Covadonga Icaza                          |
| 1995 | Atacadas (curtmetratge)                     | José Bottamino                           |
| 1994 | Según el corte (curtmetratge)               | José Bottamino                           |

### Televisió
| Any         | Títol                           | Episodis |
| ----------- | ------------------------------- | --- |
| 2018-2019   | Amar es para siempre            | Alfonso Álvarez de Tudela. Principal 7ª temporada.                                                                 |
| 2014        | ¡Mira quién baila!              | Com a concursant. 13 programes                                                                                     |
| 2013 - 2014 | Me resbala                      | 2 programes |
| 2009 - 2011 | Doctor Mateo                    | 37 episodis |
| 2011        | Hoy quiero confesar             | 1 episodi |
| 2011        | Operación Malaya                | 2 episodis |
| 2010        | Tarancón, el quinto mandamiento | 2 episodis |
| 2009        | Los misterios de Laura          | 1 episodi: El misterio del loro azul                                                                               |
| 2007 - 2008 | Cuenta atrás                    | 2 episodis: Antiguos almacenes de Sepu, 20:32 horas, Océano Atlántico, aguas jurisdiccionales de Togo, 07:14 horas |
| 2007        | Gominolas                       | 7 episodis (+ 1 episodi inédito)                                                                                   |
| 2005        | El auténtico Rodrigo Leal       | 12 episodis |
| 2005        | 7 días al desnudo               | 1 episodi: Horror vacui                                                                                            |
| 2004 - 2005 | Casi perfectos                  | 16 episodis |
| 2004        | Mis adorables vecinos           | 2 episodis: Yo fui a la boda de Leti, Yo vivía en un bloque de barrio y ahora me codeo con la jet                  |
| 2003        | Hospital Central                | 1 episodi: Los trapos sucios                                                                                       |
| 2002        | Cuéntame cómo pasó              | 1 episodis: Arriba el telón                                                                                        |
| 2001        | Papá                            | ¿? episodis |
| 1999        | Manos a la obra                 | 1 episodi: El saber si ocupa lugar                                                                                 |
| 1999        | Petra Delicado                  | 1 episodi: Rosa ensangrentada                                                                                      |

- També ha gravat monòlegs per El club de la comedia i ha participat com a còmic a programes com Los irrepetibles, Splunge y Saturday Night Live.

### Teatre
| Any  | Títol                                            | Autor                                                   | Director                                                |
| ---- | ------------------------------------------------ | ------------------------------------------------------- | ------------------------------------------------------- |
| 2016 | Y la casa crecía                                 | Jesus Campos                                            | Jesús Campos                                            |
| 2015 | Trágala, trágala                                 | Iñigo Ramírez de Haro                                   | Juan Ramon Toro                                         |
| 2012 | El inspector                                     | Nikolái Gógol                                           | Miguel del Arco                                         |
| 2012 | Luces de bohemia                                 | Ramón María del Valle-Inclán                            | Lluís Homar                                             |
| 2011 | Rumores                                          | Neil Simon                                              | Pedro G. de las Heras                                   |
| 2009 | Sé infiel y no mires con quién                   | John Chapman Ray Cooney                                 | Pilar Massa                                             |
| 2009 | La duquesa al hoyo... y la viuda al bollo        | Íñigo Ramírez de Haro                                   | José Luis Sáiz                                          |
| 2007 | Salir del armario                                | Francis Veber                                           | José Luis Sáiz                                          |
| 2006 | Los productores                                  | Mel Brooks                                              | BT McNicholl                                            |
| 2004 | Hombres, mujeres y punto                         | Espectáculo de cinco monólogos producido por Globomedia | Espectáculo de cinco monólogos producido por Globomedia |
| 2003 | Adiós a todos                                    | Luis García Araus                                       | Aitana Galán                                            |
| 2003 | Los chicos de la banda (ajudant de direcció)     | Mart Crowley                                            | Pedro G. de las Heras                                   |
| 2003 | Volpone                                          | Ben Jonson                                              | Alicia Robledo                                          |
| 2002 | La secta (lectura dramatitzada)                  | Luis García Araus                                       | Aitana Galán                                            |
| 2002 | Federica de Bramante o Las florecillas del fango | Tono Jorge Llopis                                       | Pedro G. de las Heras                                   |
| 2002 | Pa siempre                                       | Sebastián Junyent                                       | Sebastián Junyent                                       |
| 2000 | El gordo y el flaco                              | Juan Mayorga                                            | Luis Blat                                               |
| 1999 | Las obras completas de William Shakespeare       | Adam Long Daniel Singer Jess Winfield                   | Jon Patrick Walker                                      |
| 1998 | Balada de los tres inocentes                     | Pedro María Herrero                                     | José Luis Sáiz                                          |
| 1996 | Caníbales                                        | Nicky Silver                                            | José Luis Sáiz                                          |

- També ha actuat a sarsueles (Los gavilanes, Gigantes y cabezudos, Agua, azucarillos y aguardiente, Serafín, el pinturero, El chaleco blanco, El barquillero, La leyenda del beso) i a cabarets (Mosaiko musical, Varietés).

## Premis
Premis Goya
| Any  | Categoria              | Pel·lícula | Resultat |
| ---- | ---------------------- | ---------- | -------- |
| 2009 | Millor actor revelació | Gordos     | Nominat  |

Premis de la Unión de Actores
| Any  | Categoria                             | Pel·lícula | Resultat  |
| ---- | ------------------------------------- | ---------- | --------- |
| 2009 | Millor actor de repartiment de cinema | Gordos     | Guanyador |